# 岩城直也
岩城 直也（いわき なおや、1993年12月14日 - ）は、日本の作曲家、編曲家、指揮者、ピアノ-コンダクター、ピアニスト、鍵盤ハーモニカ奏者、音楽プロデューサー。Naoya Iwaki Pops Orchestra 代表／ミュージック・ディレクター。

## 人物・来歴
幼少期より音楽に触れ、ヤマハ音楽教室に通い始める。小学校に上がる頃、電子オルガンに出会う。中学からはジャズ・ピアノを始め、中学・高校在学中には、音楽（オーケストラ）部にてヴァイオリン・オーケストラ編曲などを担当した。
東京音楽大学 作曲指揮専攻 作曲〈映画・放送音楽コース〉を首席で卒業。これまでに、エレクトーンを古賀かおり、長野洋二、鳥居達子の各氏に、和声を石原真氏に、作曲を服部克久、三枝成彰、小六禮次郎の各氏に師事。
2015年、ヤマハエレクトーンコンクールにて最高位を受賞した。
大学在学中より、歌手 玉置浩二やグラミー賞受賞のジャズピアニスト ロバート・グラスパーをはじめとする著名アーティストのオーケストラ編曲を手掛け、作・編曲家として活動を始める。また、各音楽大学から100名程の演奏家・コーラスを集結させた「サウンドパティシエ・オーケストラ」を主宰し、企画・プロデュース、作・編曲、指揮、ピアノ演奏などを務めた。
2017〜2023年、一般社団法人 日本作編曲家協会（JCAA）理事を務めた。
2019年にバークリー音楽大学に奨学金を得て留学。映画音楽作曲科（Film Scoring Major）および ミュージカル創作科（Musical Theater Writing Minor）に在籍後、日米の垣根を超えて活動している。2020年2月には、在ニューヨーク日本国総領事・大使公邸にてピアノ演奏を務めた。
2021年12月より、「Naoya Iwaki Pops Orchestra (NIPO)」を設立。幼い頃から親しんだボストン・ポップス・オーケストラなどから影響を受け、また師事していた服部克久がクラシック界とポップスの架け橋となるべく活動した東京ポップス・オーケストラの精神を引き続く形で立ち上げた。
2024年7月9日より、NHK総合テレビジョン「うたコン」番組専属バンド・music concertoの指揮者に、フラッシュ金子（金子隆博）から引き継ぐ形で就任した。

## これまでの主な作・編曲作品／公演

### オーケストラ編曲
- 玉置浩二
- 八神純子（with Naoya Iwaki Pops Orchestra）
- 佐藤竹善 -『Hey Brother（Avicii）』『This Love（Maroon 5）』『Come On（Ben Jelen）』（My Symphonic Visions ～CORNERSTONES 6～ feat. 新日本フィルハーモニー交響楽団／ユニバーサルミュージック）
- 薬師丸ひろ子（with Naoya Iwaki Pops Orchestra）
- 鈴木より子（with Naoya Iwaki Pops Orchestra）
- 中西圭三
- スガシカオ（with Naoya Iwaki Pops Orchestra）
- 斉藤由貴（with Naoya Iwaki Pops Orchestra）
- 大黒摩季
- V6 坂本昌行
- 中納良恵（EGO-WRAPPIN'）
- 一青窈（with Naoya Iwaki Pops Orchestra）
- 伊礼彼方
- クリス・ハート（with Naoya Iwaki Pops Orchestra）- 『すてきなホリデイ（竹内まりや）』『Wonderful Christmastime（Paul McCartney）』『The Christmas Song（Nat King Cole）』（Christmas Hearts 2／ユニバーサルミュージック）
- 尾上松也
- 城田優 × 昆夏美 -『ホール・ニュー・ワールド』（BS-TBS「Sound Inn “S”」）
- 城田優
- 小林沙羅
- 福原美穂
- 大野拓朗（with Naoya Iwaki Pops Orchestra）
- 尾崎裕哉
- 屋比久知奈
- ももいろクローバーZ（with Naoya Iwaki Pops Orchestra）
- 川崎鷹也（with Naoya Iwaki Pops Orchestra）
- 武部聡志（with Naoya Iwaki Pops Orchestra）
- タケカワユキヒデ（弦楽オーケストラ編曲）
- 岩崎宏美（弦楽オーケストラ編曲）
- 関ジャニ∞（現・SUPER EIGHT） -『CRAZY GONNA CRAZY (TRF)』（テレビ朝日系列「関ジャム 完全燃SHOW」）
- 小曽根真
- ロバート・グラスパー エクスペリメント
- 沖仁
- 三浦一馬
- 伊藤賢治・菊田裕樹 -『「果てしなき戦場」〜「少年は荒野をめざす」〜「Swivel」（メドレー）』『「天使の怖れ」〜「Meridian Child」 メドレー』『「哀しみのなかで」〜「想いは調べにのせて」（メドレー）』（聖剣伝説 25th Anniversary Orchestra Concert CD／スクウェア・エニックス）[4]
- 伊藤賢治 -『迷いの森 ～ 下水道 メドレー』『フィールド ～ バトル１ メドレー』『愛の歌 ～ 満ち足りた二人：ノエルとオアイーブ』（ロマンシング サガ オーケストラ祭／スクウェア・エニックス）
- 椎名豪 - ゲームソフト「CODE VEIN」（BANDAI NAMCO）
- ヤマハ音楽教室教材　ほか

指揮：大友直人、西本智実、柳澤寿男　ほか
演奏：東京フィルハーモニー交響楽団、日本フィルハーモニー交響楽団、新日本フィルハーモニー交響楽団、東京交響楽団、パシフィックフィルハーモニア東京（旧・東京ニューシティ管弦楽団）、神奈川フィルハーモニー管弦楽団　ほか

### 編曲
- ラン・ラン × 土屋太鳳 × 霜降り明星 粗品 -『クラシック・マッシュアップ』
- ミュージカル『狸御殿』（演出：宮本亞門、音楽：服部隆之）
- SING LIKE TALKING -『闇に咲く花 〜The Catastrophe〜 feat. サラ・オレイン』『Sweet Cat Home』
- 天道清貴 -『虹の向こうへ』『We Are Not Alone』『想い出のクリスマス』『あなたにスマイル（MISIA）』
- NOBU -『いま、太陽に向かって咲く花』※2017年、「第50回日本有線大賞」「第59回日本レコード大賞」新人賞ノミネート作品
- センチミリメンタル - 『死んだっていい』※アニメ『クズ悪役の自己救済システム』日本語吹替版エンディングテーマ
- 鈴木鈴木 - 『欠けたピース』『ヒグラシ』『君と過ごす1度目の特別なクリスマス』ストリングス編曲
- 稲垣潤一
- 岡本真夜
- 大谷康子 × イタマール・ゴラン
- Kaya × 須藤千晴 × 友納真緒
- マシュー・モリソン
- 清塚信也
- 鈴木愛理
- 青山学院大学ロイヤル・サウンズ・ジャズオーケストラ

### 作曲
- TBS系列「A-Studio」番組タイトルバック（2017年3月～）
- 『聴く、あたりまえポエム』（原作：氏田雄介　脚本：夏生さえり　CV：梶裕貴）[5]
- ミュージカルショートムービー「ギョロ 劇場へ」（ストップモーション・アニメーション、制作：ホリプロ × dwarf　脚本：宮本亞門　編曲：ジェイソン・ハウランド　CV：柿澤勇人　ほか）- ホリプロ主催「ミュージカル・クリエイター・プロジェクト」選出[6]
- Celebrate Asian Joy Project -『I Choose Joy』（プロデュース：高橋リーザ、作詞：Jay Kuo、振付：Darren Lee、出演：Telly Leung ほか）
- WOWOW アクターズショートフィルム3『Prelude〜プレリュード〜』（監督・脚本：土屋太鳳、主演：土屋太鳳・有村架純）
- 川崎市多摩区たま音楽祭テーマソング -『彩るよ あなたの世界』[7]
- CM音楽（味の素冷凍食品、セブン-イレブンほか）
- テーマパーク音楽

## これまでの主な共演
- スターダスト☆レビュー 根本要
- 八神純子
- 鈴木雅之
- 佐藤竹善
- 鈴木より子
- 宮沢和史
- 中山美穂
- ヨースケ@HOME
- 天道清貴
- 紅ゆずる
- 神田恭兵
- 水野貴以
- サラ・オレイン
- May J.
- エリック・フクサキ
- Michael Kaneko
- maina
- 小林武史 - 2016年「My Little Lover 20周年公演」[8]
- 前田憲男
- 佐藤允彦
- 小原孝
- 国府弘子
- 塩谷哲
- 大儀見元
- TOKU
- 次田心平
- 三浦一馬
- 上野耕平
- 篠田元一
- 朝川朋之
- 渡辺宙明 - 2017年「渡辺宙明スペシャルコンサート」[9]
- 服部克久 - 2017年「The Brand-New Concert 2017」[10]

## 主なテレビ番組出演
- うたコン（NHK総合、2024年7月9日 - ） - 番組専属バンドmusic concertoの指揮をレギュラー担当している。

## その他
- 自身が3歳の頃にディズニー映画「白雪姫」を観て以来、ディズニー作品やミュージカル映画が好きであり、とりわけ1940〜60年代のものが好きである[11]。
- 自身のメンター（恩師）が同じ東京音楽大学 映画・放送音楽コース卒業の山下康介であることを述べている[12]。
- ジャズ・ピアニスト塩谷哲が使用していたZAUTERというグランド・ピアノを愛用している[13]。